# 4 augusti
4 augusti är den 216:e dagen på året i den gregorianska kalendern (217:e under skottår). Det återstår 149 dagar av året.

## Namnsdagar

### I den svenska almanackan
- Nuvarande – Arne och Arnold
- Föregående i bokstavsordning
  - Aristarchus – Namnet fanns, till minne av Aristarchos en av aposteln Paulus lärjungar, på dagens datum före 1901, då det utgick.
  - Arna – Namnet infördes på dagens datum 1986, men utgick 1993.
  - Arne – Namnet infördes på dagens datum 1901 och har funnits där sedan dess.
  - Arnevi – Namnet infördes på dagens datum 1986, men utgick 1993.
  - Arnold – Namnet infördes 1901 på 7 augusti, men flyttades 1993 till dagens datum och har funnits där sedan dess.
- Föregående i kronologisk ordning
  - Före 1901 – Aristarchus
  - 1901–1985 – Arne
  - 1986–1992 – Arne, Arna och Arnevi
  - 1993–2000 – Arne och Arnold
  - Från 2001 – Arne och Arnold
- Källor
  - Brylla, Eva (red.): Namnlängdsboken, Norstedts ordbok, Stockholm, 2000. ISBN 91-7227-204-X
  - af Klintberg, Bengt: Namnen i almanackan, Norstedts ordbok, Stockholm, 2001. ISBN 91-7227-292-9

### Finlandssvenska almanackan
- Nuvarande från 1929[1] – Vera
- I föregående revideringar[a][2]
  - inga ändringar sedan 1929

## Händelser
- 1854 – Japanska fartyg beordras använda flaggan Hinomaru, en helvit flagga med en röd cirkel i mitten (som symboliserar den uppstigande solen) för att skilja dem från utländska fartyg. 1870 antas denna som Japans officiella flagga, medan en variant med den röda cirkeln aningen till vänster och med röda strålar från den sedermera blir Japans sjöfartsflagga. 1999 antas en något modifierad version av Hinomaru genom en ny lag om flaggan och nationalsången.
- 1903 – Sedan Leo XIII har avlidit den 20 juli väljs Giuseppe Melchiorre Sarto till påve och tar namnet Pius X. Egentligen hade Mariano Rampolla varit förhandstippad som ny påve, men under konklaven lade en av kardinalerna ett veto mot detta i den österrikisk-ungerske kejsaren Frans Josef I:s namn, vilket var sista gången en monark lade sig i ett påveval. Pius pontifikat varar i 11 år, då han 1913 drabbas av en hjärtinfarkt och oroas av utvecklingen mot första världskriget sommaren 1914. Han avlider den 20 augusti 1914, tre veckor efter krigets utbrott.
- 1914 – Efter att Tyskland har förklarat krig mot Frankrike och marscherat in i Belgien under gårdagen har Storbritannien gett ett ultimatum till Tyskland om att dra sig tillbaka från Belgien senast den 4 augusti. Eftersom Tyskland inte hörsammar detta innan ultimatumet går ut vid midnatt (klockan elva på kvällen enligt brittisk tid) utfärdar Storbritannien därför en krigsförklaring mot Tyskland och går därmed med i första världskriget. Därmed är nu samtliga europeiska stormakter indragna i kriget, som kommer att vara i fyra år (till 1918).
- 1924 – Damfriidrottstävlingen Women's Olympiad hålls i London, 8 nationer deltar.
- 1928 – Det amerikanska bilföretaget Chryslers grundare Walter Chrysler introducerar bilmärket Desoto, uppkallat efter den spanske 1500-talsupptäcktsresanden Hernando de Soto. Märket är tänkt att bli en bil i mellanklassen, som ska konkurrera med ärkerivalerna Oldsmobile, Nash och Pontiac. Strax därpå köpte Chrysler även märket Dodge och fick därmed två märken i mellanprisklassen, vilket blev mycket framgångsrikt för företaget. Den sista årsmodellen av Desoto blev 1961 års modell, som presenterades 1960 och hela tillverkningen av märket upphörde den 30 november samma år.
- 1944 – Den judiska flickan Anne Frank och hennes familj, samt den judiska familjen van Pels och Fritz Pfeffer, blir alla gripna av den hemliga tyska polisen Gestapo. I två år har de gömt sig i en vindsvåning i Amsterdam, undan de tyska judeförföljelserna, men av okänd anledning har Gestapo nu fått reda på deras gömställe och arresterar dem. De förs alla till olika koncentrationsläger i Tyskland och alla utom Annes far Otto Frank avlider sedermera i lägren. Efter kriget återvänder Otto till gårdshuset och finner där Annes dagbok, som hon skrev under de två åren mellan att familjen Frank gömde sig 1942 och arresteringen 1944. Detta blir dels en dokumentation över tiden de håller sig gömda, dels ett uppfyllande av Annes dröm om att bli en världsberömd författare, då dagboken sedermera ges ut. Det är okänt hur Gestapo fick reda på gömstället.
- 1965 – Cooköarna, som sedan 1901 är en del av Nya Zeeland, får visst självstyre, då de får en egen konstitution och blir fri associerad stat till Nya Zeeland.[3] Utrikespolitik och försvar lämnas till Nya Zeeland och ögruppens innevånare behåller sitt nyzeeländska medborgarskap, men i praktiken blir Cooköarna ett eget land.
- 1984 – Den västafrikanska republiken Övre Volta byter namn till Burkina Faso. Namnet Övre Volta, som kommer av att den övre delen av floden Volta flyter genom landet, infördes av de franska kolonialherrarna 1895 och har blivit kvar även sedan landet har blivit självständigt från Frankrike 1960. Efter att Thomas Sankara har blivit president genom en militärkupp året före vill han nu få bort en del av det koloniala arvet, genom att bland annat ta bort det gamla koloniala namnet. Därför byter han namn på landet till Burkina Faso, som betyder ”de heliga människornas land”.
- 1995 – Som en del av det kroatiska självständighetskriget inleder kroatiska armén Operation Storm, som varar i 84 timmar (till den 7 augusti). Målet med operationen är att återta all serbiskockuperad mark i Kroatien och västra Bosnien och Hercegovina. Detta blir det sista militära slaget under kriget och leder till att Serbien skriver under Daytonavtalet, som leder till eldupphör, i december.

## Födda
- 1521 – Urban VII, född Giovanni Battista Castagna, påve
- 1787 – Armistead Thomson Mason, amerikansk demokratisk-republikansk politiker, senator för Virginia
- 1792 – Percy Bysshe Shelley, brittisk poet
- 1805 – William Rowan Hamilton, irländsk astronom och matematiker
- 1817 – Frederick T. Frelinghuysen, amerikansk republikansk politiker, USA:s utrikesminister
- 1821 – Louis Vuitton, fransk väsktillverkare, grundare av modehuset Louis Vuitton
- 1823
  - Pehr von Ehrenheim, svensk brukspatron och statsman, talman i första kammaren, ledamot av Svenska Akademien
  - Oliver Hazard Perry Morton, amerikansk republikansk politiker, guvernör i Indiana och senator för samma delstat
- 1859 – Knut Hamsun, norsk författare, mottagare av Nobelpriset i litteratur 1920
- 1855 – Jonas Wenström, svensk ingenjör och uppfinnare
- 1867 – Harald Andersson-Arbin, svensk idrottsman
- 1871 – John Garland Pollard, amerikansk demokratisk politiker, guvernör i Virginia
- 1880 – Werner von Fritsch, tysk militär, arméchef
- 1887 – Alfred Anderssén, finländsk kompositör och musikkritiker
- 1890 – Erich Weinert, tysk författare och kommunistisk politiker
- 1892 – Bo Kalling, svensk greve, metallurg och professor
- 1897 – John Wilhelm Hagberg, svensk journalist, sångare och revyskådespelare
- 1900 – Elizabeth Bowes-Lyon, Storbritanniens drottning (gift med Georg VI)
- 1901 – Louis Armstrong, amerikansk jazzmusiker
- 1906 – Harry Persson, svensk skådespelare och sångare
- 1912 – Raoul Wallenberg, svensk diplomat
- 1919 – Michel Déon, fransk romanförfattare
- 1921 – Harald Gripe, svensk konstnär och illustratör
- 1926 – Bengt Lagerkvist, svensk regissör, manusförfattare och författare
- 1929
  - Kishore Kumar, indisk sångare
  - Anne-Margret Warberg, svensk vissångare och viskompositör
- 1930 – Hans Dahlberg, svensk skådespelare, regissör, utrikesjournalist, TV-programledare, författare och översättare
- 1942 – Don S. Davis, amerikansk skådespelare
- 1944
  - Björn Hellberg, svensk sportjournalist och författare
  - Bobo Stenson, svensk jazzmusiker
- 1948 – Giorgio Parisi, italiensk fysiker, mottagare av Nobelpriset i fysik 2021
- 1952 – James Arbuthnot, brittisk konservativ politiker, parlamentsledamot
- 1955
  - Alberto Gonzales, amerikansk republikansk politiker, USA:s justitieminister
  - Ingrid Janbell, svensk skådespelare, teaterregissör och föreläsare
  - Billy Bob Thornton, amerikansk skådespelare, manusförfattare, musiker och filmregissör
- 1957 – Rob Andrews, amerikansk demokratisk politiker
- 1961 – Barack Obama, amerikansk demokratisk politiker, senator för Illinois, USA:s president, mottagare av Nobels fredspris 2009
- 1962 – Roger Clemens, amerikansk basebollspelare
- 1963
  - Keith Ellison, amerikansk demokratisk politiker
  - Anders Jacobsson, svensk författare
- 1965 – Fredrik Reinfeldt, svensk moderatpolitiker, partiledare för Moderaterna, Sveriges statsminister
- 1966 – Kalle Westerdahl, svensk skådespelare och radioprofil
- 1967 – Simon Norrthon, svensk skådespelare
- 1968 – Marcus Schenkenberg, svensk fotomodell, skådespelare och författare
- 1969 – Max Cavalera, brasiliansk musiker och sångare
- 1970 – Hakeem Jeffries, amerikansk demokratisk politiker
- 1975
  - Rebecka Hemse, svensk skådespelare
  - Andy Hallett, amerikansk skådespelare
  - Jutta Urpilainen, finländsk politiker
- 1981 – Meghan Markle, före detta skådespelare, sedan 2018 hertiginna av Sussex
- 1983 – Greta Gerwig, amerikansk skådespelare och filmregissör
- 1985 – Antonio Valencia, ecuadoriansk fotbollsspelare
- 1987 – Jon Lilygreen, brittisk sångare
- 1988 – Kelley O'Hara, amerikansk fotbollsspelare
- 1992 – Cole Sprouse och Dylan Sprouse, amerikanska skådespelare

## Avlidna
- 1060 – Henrik I, kung av Frankrike
- 1525 – Andrea della Robbia, italiensk skulptör och keramiker
- 1598 – William Cecil, engelsk statsman, chefsrådgivare till drottning Elisabet I
- 1677 – Thomas van der Noot, holländsk och svensk adelsman, officer och diplomat
- 1743 – Charles Emil Lewenhaupt den äldre, svensk generallöjtnant
- 1844 – Jacob Aall, norsk politiker, affärsman, industriidkare och författare
- 1852 – Johan David Valerius, svensk ämbetsman och skald, ledamot av Svenska Akademien
- 1859 – Jean-Marie Vianney, fransk katolsk församlingspräst och helgon
- 1865 – Pendleton Murrah, amerikansk demokratisk politiker, guvernör i Texas
- 1875 – H.C. Andersen, dansk författare
- 1887 – John McClannahan Crockett, amerikansk demokratisk politiker, viceguvernör i Texas
- 1900 – Jacob Dolson Cox, 71, amerikansk republikansk politiker och general, guvernör i Ohio, USA:s inrikesminister
- 1904 – James T. Lewis, 84, amerikansk politiker, guvernör i Wisconsin
- 1908 – William B. Allison, 79, amerikansk republikansk politiker, senator för Iowa
- 1927 – Eugène Atget, 70, fransk fotograf
- 1929 – Carl Auer von Welsbach, 70, österrikisk kemist och uppfinnare
- 1938 – Pearl White, 46, amerikansk skådespelare känd som ”stumfilmens drottning”
- 1957 – Walter F. George, 79, amerikansk demokratisk politiker och jurist, senator för Georgia
- 1962 – Sven Forssell, 48, svensk författare, manusförfattare och journalist
- 1969 – Hilding Gavle, 67, svensk skådespelare
- 1973
  - Gustaf Freij, 51, svensk brottare, OS-guld 1948, OS-silver 1952, OS-brons 1960
  - Bernhard Sönnerstedt, 62, svensk teaterledare och operasångare
- 1979 – Ivar Johansson, 76, svensk brottare och polis, bragdmedaljör
- 1981
  - Melvyn Douglas, 80, amerikansk skådespelare
  - Nils Holmberg, 78, svensk journalist, författare och politiker, riksdagsman för Kommunisterna
- 1983 – Leon Landgren, 73, svensk kompositör, musiker och kapellmästare
- 1995 – J. Howard Marshall, 90, amerikansk oljemiljardär, gift med Anna Nicole Smith
- 1997 – Jeanne Calment, 122, fransk kvinna, världens dokumenterat äldsta människa
- 1999 – Victor Mature, 86, amerikansk skådespelare
- 2003 – Frederick C. Robbins, 86, amerikansk barnläkare, biolog och lärare, mottagare av Nobelpriset i fysiologi eller medicin 1954
- 2004 – Eivor Landström, 85, svensk skådespelare och teaterkonsulent
- 2007
  - Lee Hazlewood, 78, amerikansk countrysångare, låtskrivare och skivproducent
  - Raul Hilberg, 81, amerikansk-österrikisk historiker
  - Dagmar Zeeh, 95, svensk sångare
- 2008 – Craig Jones, 23, brittisk roadracingförare
- 2009 – Svend Auken, 66, dansk socialdemokratisk politiker, partiledare för Socialdemokraterne
- 2014 – James Brady, 73, amerikansk republikansk politiker, Vita husets pressekreterare
- 2021 – Åke Lundqvist, 85, svensk skådespelare
- 2022 – Maj-Britt Lindholm, 89, svensk skådespelare
- 2024 – Tsung-Dao Lee, 97, kinesisk-amerikansk fysiker, mottagare av Nobelpriset i fysik 1957